# 大島徹
大島 徹（おおしま とおる、1958年(昭和33年- ）はバイオメカニクス、ロボット工学を専門とする日本の研究者。富山県立大学教授、工学博士（東京電機大学）。二関節筋のモデル化や工学応用に貢献。特に腓腹筋に着目したパンタグラフ機構による跳躍ロボットや、二関節筋による上肢・下肢の機能別実効筋力評価などで実績を持つ。

## 来歴・人物
大島は1981年3月に東京電機大学工学部精密機械工学科を卒業。同大学の大学院に一期生として進学し、1983年に修士課程を修了する。斉藤之男の下で生体形状の3次元形状測定システムの研究に取り組み、博士論文の主査は藤井澄二が担当した。博士課程を単位取得満期退学して東京都補装具研究所に就職して1年後の1987年3月に学位を取得する。予備審査から1年7か月後のことであった。
その後、新設された富山県立大学の学長を務めていた藤井澄二から声がかかり、1990年に同大学工学部機械システム工学科講師として赴任する（1992年に助教授へ昇進）。大島はバイオメカニクス（生体力学）、福祉工学、ロボット工学を専門とし、二関節筋のモデル化や工学応用の研究に取り組む。
特に腓腹筋に着目し、動物の下腿の筋配置をパンタグラフ機構に置き換えたモデルを考案。跳躍運動における作用をシミュレーションや実機で検証した。さらに4本足の動物型ロボットを製作し、体長50cm、体重3kgのロボットで高さ20cm、距離50cmの跳躍を成功させている。
また、車椅子をこぐ上肢の動作や下腿の接触動作について、二関節筋のモデル化や筋力と操作力の推定を行うとともに、リハビリテーションや福祉機器開発への応用進めている。2006年から工学部知能デザイン工学科教授。2019年1月現在は知能ロボット工学科教授。

## 著作

### 学位論文
- 『生体形状の3次元自動測定システムとその応用に関する研究』 東京電機大学〈博士論文（甲第1号）〉、1987年3月19日。

### 著書
（分担執筆）
- 『ヒューマノイド工学 ― 生物進化から学ぶ2関節筋ロボット機構 ― 』 熊本水瀬 編著、精密工学会生体機構制御応用技術専門委員会 監修、東京電機大学出版局、2006年10月。ISBN 978-4501416102。
- 『二関節筋 ― 運動制御とリハビリテーション ― 』 熊本水頼 編集、奈良勲 監修、医学書院、2008年。ISBN 978-4260005920。[注釈 3]

### 解説
- 「Rehabilitative roboticsの現状」、『BME』第3巻第4号、1989年、 11-17頁。市川洌との共著。
- 「筋骨格モデルとロボットアーム」、『日本機械学会誌』第100巻第940号、1997年3月、 296頁。
- 「腓腹筋の機能による跳躍メカニズム」、『日本機械学会誌』第109巻第1051号、2006年6月、 440-441頁。
- 「人間の筋骨格系のモデル化とリハビリへの応用の可能性」、『精密工学会誌』第73巻第3号、2007年、 309-312頁。
- 「コンタクトタスクからみた四肢の運動機構と筋配列」、『日本ロボット学会誌』第28巻第6号、2010年、 678-681頁。藤川智彦との共著。